# Port Jacques-Yves-Cousteau
Le Port Jacques-Yves-Cousteau, situé à Castelsarrasin, en région Occitanie, est un port de plaisance consacré au tourisme fluvial. Ce port est situé sur le canal de Garonne, dans le centre-ville de Castelsarrasin.

## Histoire
C'est en 1997 que le Port Jacques-Yves-Cousteau est créé, le long de l'allée de Verdun, dans le centre-ville de Castelsarrasin. Doté à la base d'une quinzaine de places, le port est agrandi au fil des années, pour porter le nombre de places à 40. 
En 2016, des travaux d'extension du port, le long du square Aristide-Briand, et de la rue de la passerelle, font passer la capacité du port à 65 emplacements. Avec en parallèle la construction d'un centre technique fluvial d'une capacité de 140 emplacements, situé près du port, ce port est devenu un principaux ports du Canal de Garonne.

## Description
Ce port dispose d'une capitainerie.
Il a été construit le long de l'allée de Verdun, jusqu'à la rue de la passerelle. Cette allée compte une centaine de places de parking pour les véhicules.
La partie du port se situant devant l'allée de Verdun dispose de pontons pour les bateaux.
À l'extrémité nord du port, se trouve une sculpture représentant un navire en acier, et faisant office de fontaine. Elle est l’œuvre de l'artiste néerlandais Ruudt Wackers.
Une cabane pour les cygnes a été installée au milieu du canal au niveau du port. C'est pour cette raison qu'il n'est pas rare de voir des cygnes dans le port. 
De l'autre côté du canal, la salle Jean Moulin, et la Gare de Castelsarrasin sont accessibles par une passerelle piétonne qui surplombe le canal.
Enfin, le square Aristide Briand est le lieu ou a été installé un monument aux morts, création du sculpteur sculpteur toulousain Paul Ducuing.
C'est dans ce port de plaisance que se déroule le feu d'artifice du 14 juillet à Castelsarrasin. C'est aussi dans ce quartier, et dans autour du port, que se situent les principaux espaces scéniques du Festival Alors... CHANTE! de Castelsarrasin.